# Grand Lac (comté de Northumberland)
Pour les articles homonymes, voir Grand Lac (homonymie).
Le Grand Lac est un lac canadien situé au sud de Val-Comeau, au Nouveau-Brunswick. Il mesure environ un kilomètre de long.